# 경성신문
경성신문(京城新聞)은 1898년 윤치호, 윤치소, 이승만, 이종일 등에 의해 창간된 한국 최초의 상업 신문으로 1898년 3월 2일 최초로 발행되었다. 1898년 4월 장지연이 참여하여 '대한황성신문'으로 이름을 바꿔 발행하는데 참여하였고 그해 9월에 분리되어 장지연의 황성신문과 이종일의 제국신문으로 분열되었다. 주 2회 발행되었다.

## 개요
1898년(고종 35) 3월 2일에 창간된 한국 최초의 상업신문으로 사장은 윤치호(尹致昊), 주필은 유근, 사무원은 정해원(鄭海源) 등이며, 필진은 윤치호, 윤치소, 이종일, 이승만 등이었다. 순 한글 소형판 2면으로 활자 인쇄였으며, 매주 수요일과 토요일, 주 2회 발행되었다. 편집체제는 3단제를 채택하였고, 1단은 36행, 1행은 20자였다. 독립신문과 대체로 비슷한 편집방식을 사용하였는데, 제호 밑에 논설을 싣고, 관보(官報)·외보(外報) 등을 게시하고 중간 부분에 사설을 실었으며 후반 부분에 잡보(雜報) 등을 게시하였으며 신문 하단에 광고를 실었다.
1898년 4월 6일자 제11호부터 대한황셩신문(대한황성신문, 大韓皇城新聞)으로 제호를 바꾸고, 새 필진으로 장지연과 남궁억을 영입하였다. 경성신문이 제호를 대한황셩신문으로 바꾼 후에도 사장은 윤치호였고, 주필은 유근이었으며 필진은 계속되었다.
그 뒤 내분으로 회사는 나뉘게 되었는데 9월 5일 남궁억에게 인수되면서 제호를 <황성신문>으로 다시 바꾸고 일간으로 개정하였고, 일부는 이종일, 이승만 등과 따로 제국신문을 창간하여 분리되었다.